# Catharina Roodzant

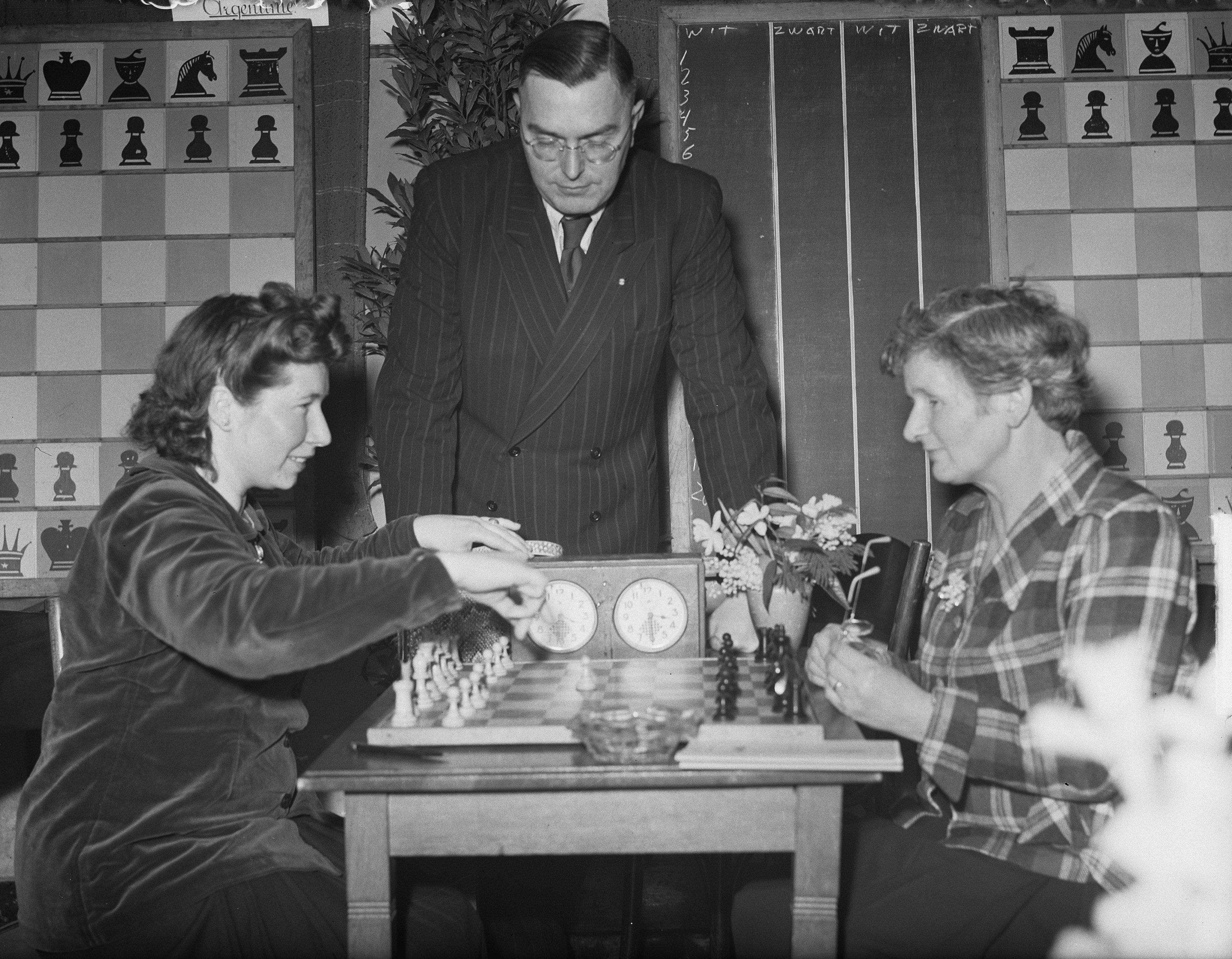
NK vrouwen 1951: Roodzant (rechts) tegen Heemskerk

Catharina (Toos) Roodzant-Glimmerveen (Rotterdam, 21 oktober 1896 - (aldaar), 24 februari 1999) was een Nederlandse schaakster.
Op twintigjarige leeftijd leerde ze schaken en dat werd haar lust en haar leven. In 1918 trouwde zij met David Roodzant, een enthousiast amateurschaker. Ze was de ongekroonde schaakkoningin van Nederland in de jaren 1920 tot 1939. In 1935, 1936 en 1938 was zij zelfs schaakkampioene. In 1937 werd ze met 4½ - ½ verslagen door haar opvolgster, Fenny Heemskerk, een nederlaag waar ze liever niet over praatte. Net voor de Tweede Wereldoorlog in 1939 nam ze deel aan het wereldkampioenschap voor vrouwen te Buenos Aires. Ze eindigde op de zevende plaats van de 20 deelneemsters. In 1953 eindigde ze op de derde plaats in de vrouwengroep van het Hoogoventoernooi en in 1954 werd ze ook derde in een toernooi te Zagreb. In 1990 nam zij deel aan het Eerste Open Vrouwenschaakkampioenschap te Nunspeet, georganiseerd en gesponsord door de vrouwenschaakvereniging Chesspot. 
Ze overleed op 102-jarige leeftijd.